# Форд (округ, Техас)
Шаблон:StateAbbr_ 33°59′ пн. ш. 99°47′ зх. д. / 33.98° пн. ш. 99.78° зх. д.
Округ  Форд (англ. Foard County) — округ (графство) у штаті  Техас, США. Ідентифікатор округу 48155.

## Історія
Округ утворений 1891 року.

## Демографія
За даними перепису 2000 року загальне населення округу становило 1622 осіб, усе сільське. Серед мешканців округу чоловіків було 752, а жінок — 870. В окрузі було 664 домогосподарства, 438 родин, які мешкали в 850 будинках. Середній розмір родини становив 3,02.
Віковий розподіл населення поданий у таблиці:
| Стать    | До 15 років | 15-21 | 22-29 | 30-39 | 40-49 | 50-65 | 65-85 | Понад 85 |
| -------- | ----------- | ----- | ----- | ----- | ----- | ----- | ----- | -------- |
| Чоловіки | 157         | 76    | 61    | 81    | 114   | 115   | 121   | 27       |
| Жінки    | 180         | 64    | 56    | 101   | 90    | 152   | 170   | 57       |

## Суміжні округи
- Гардеман — північ
- Вілбаргер — схід
- Бейлор — південний схід
- Нокс — південь
- Кінг — південний захід
- Коттл — захід

## Виноски
1. ↑  U.S. Decennial Census. United States Census Bureau. Архів оригіналу за 26 квітня 2015. Процитовано 26 квітня 2015.
2. ↑  Texas Almanac: Population History of Counties from 1850–2010 (PDF). Texas Almanac. Процитовано 26 квітня 2015.
3. ↑  State & County QuickFacts. United States Census Bureau. Архів оригіналу за 18 жовтня 2011. Процитовано 16 грудня 2013. [Архівовано 2011-10-18 у Wayback Machine.](англ.) Наведено за англійською вікіпедією.
4. ↑  American FactFinder. Бюро перепису населення США. Архів оригіналу за 26 лютого 2012. Процитовано 31 січня 2008. [Архівовано 2008-05-21 у Wayback Machine.]

| США | Це незавершена стаття з географії США. Ви можете допомогти проєкту, виправивши або дописавши її. |